# Знедолені (фільм, 1909)
«Знедолені» (фр. Les Misérables) — американський німий короткометражний фільм-драма 1909 року поставлений режисером Дж. Стюартом Блектоном за однойменним романом Віктора Гюго. Фільм складається з 4-х частин (бобін), кожна з яких вийшла протягом трьох місяців з 4 вересня по 27 листопада 1909 року.

## Синопсис
В основі сюжету фільму життя французького суспільства у 20-і роки XIX століття. Історія зосереджена на долі Жана Вальжана (Моріс Костелло), чесного чоловіка, якого безупинно переслідує інспектор поліції за його за мізерний злочин.

## В ролях
| Актор(ка)       |   | Роль        |
| --------------- | - | ----------- |
| Вільям Ранус    | … | Жавер       |
| Моріс Костелло  | … | Жан Вальжан |
| Гейзел Нісон    | … |             |
| Марк Макдермотт | … |             |